# Axel Enoch Boman

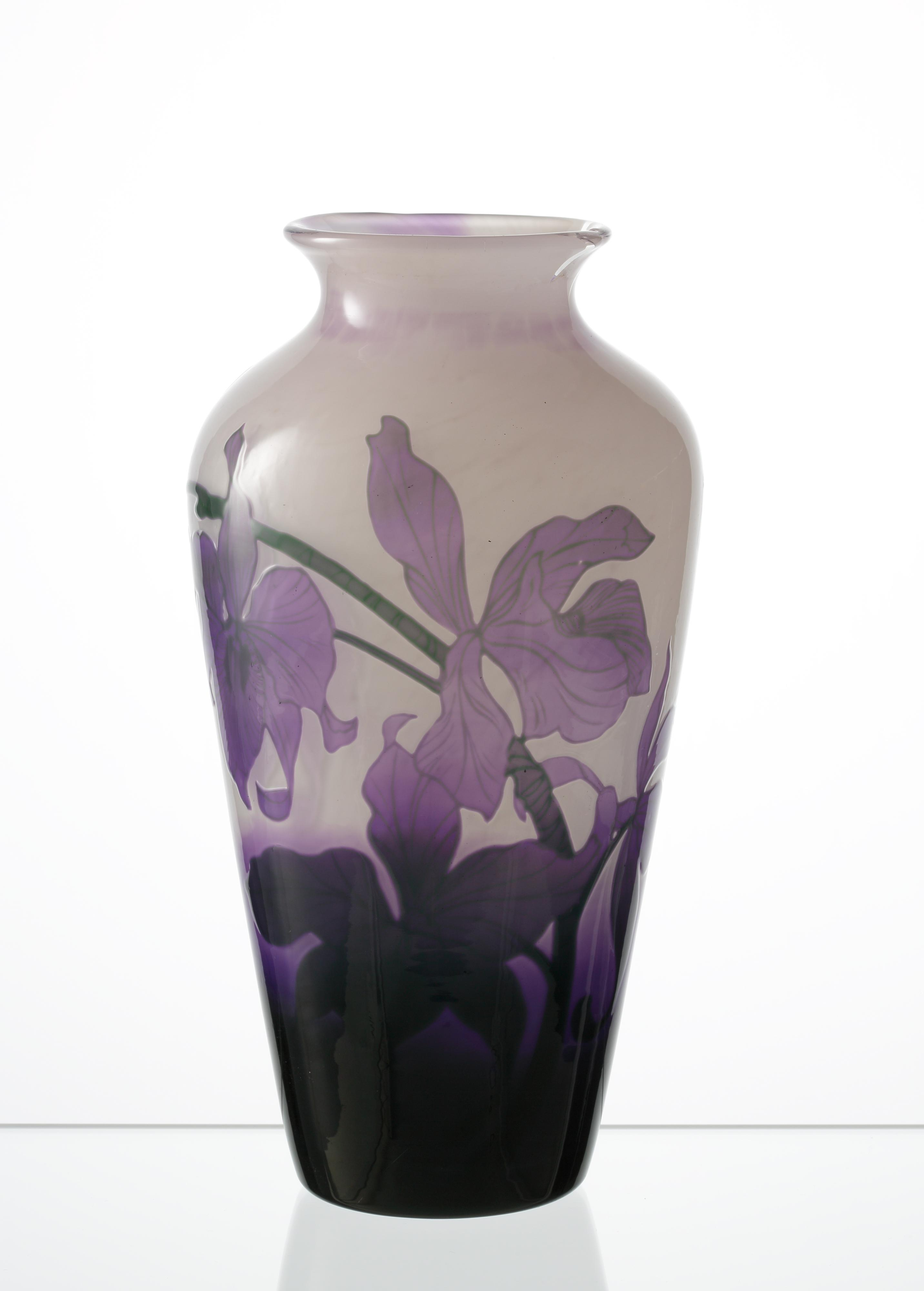
Glasvas formgiven av Axel Enoch Boman för Orrefors glasbruk 1915.

Axel Enoch Boman, född 18 maj 1875 i Risinge församling i Östergötland, död 24 februari 1949 i Katarina församling i Stockholm, var en svensk glasgravör och formgivare.
Boman föddes på Finspångs bruk där hans far, bergsingenjören Lars Erik Boman, verkade som disponent. 1876 flyttade familjen till Småland, där fadern fått tjänst som disponent vid Lessebo bruk. Bomans bana inom glasindustrin tog sin början vid Åfors glasbruk 1895. 1896–1903 arbetade han vid Kosta glasbruk, först med gravyr och därefter med förfärdigande av glaspjäser i överfångsteknik efter egna och av Gunnar G:son Wennerberg ritade förlagor. Vid världsutställningen i Paris 1900 erövrade Boman medalj för sina konstglas från Kosta i överfångsteknik. Här sammanträffade han även med Émile Gallé samt med bröderna Auguste och Antonin Daum, vilka som minnesgåva förärade Boman en av sina glasvaser. Efter tiden vid Kosta anlitades han av Reijmyre glasbruk, där Boman bortsett några naturliga avbrott verkade från 1903 fram till 1918. Vid Reijmyre arbetade han efter egna ritningar undantaget flertalet samarbeten med formgivarna Betzy Ählström, Ellen Meyer, Greta Welander, Ferdinand Boberg och Alf Wallander. Från 1910 drev Boman såväl en mindre metallfabrik som egen glasverkstad i Norrköping, där överfångsglasen från Reijmyre slipades och graverades. Under åren 1906-1908 drev han Norrala glasbruk i Hälsingland med försäljningskontor i Stureparken 11 i Stockholm och arbetade fortsättningsvis med överfångsglas under 1911 vid Hadeland Glassverk i Norge. Vidare gjordes några gästspel hos Orrefors glasbruk 1915. Under 1922 var Boman även verksam vid Holmegaard Glasværk i Danmark och 1924 öppnade han så egen ateljé vid Regeringsgatan i Stockholm, där Boman graverade glasdekorer fram till 1935. Boman är därutöver rikt representerad i samlingarna hos Nationalmuseum i Stockholm, Nasjonalmuseet i Oslo, Smålands museum / Sveriges glasmuseum i Växjö, Röhsska museet i Göteborg, Prins Eugens Waldemarsudde, Östergötlands museum i Linköping, Corning Museum of Glass i New York samt  glasmuseet Holmegaard Værk i Danmark. 
Boman var bror till arkeologen Eric Boman och reformpedagogen Ester Boman. Axel Enoch Boman och hans hustru Augusta Evelina Boman, född Dover, är gravsatta i Gustaf Vasa kyrkas kolumbarium i Stockholm.